# Панамский арлекин
Панамский арлекин (Atelopus certus) — вид жаб рода Atelopus из семейства Bufonidae.

## Местообитание
Эта жаба является эндемиком панамской провинции Дарьен. Их природная среда обитания — субтропические или тропические влажные низменные леса, субтропические и тропические влажные горные местности, реки.

## Охрана
Этот вид находится под угрозой, преимущественно из-за продвижение волны инфекционного заболевания хитридиомикоза, движущегося через Центральную Америку, а также из-за уничтожения естественной среды обитания, хотя большая часть её попадает в пределы охраняемой территории национального парка Дарьен. В июне 2010 года команда по сохранению видов совершила экспедицию в Дарьен и привезли  с собой найденных представителей этих жаб для начала программы сохранения ex situ (en:Ex-situ conservation) в ботаническом саду и зоопарке en:Parque Municipal Summit в Панаме. Со временем популяция вида сокращается, а с 2018 года Красной книгой МСОП вид определен в категорию Critically Endangered (Виды на грани исчезновения). 